# Moneró
Moneró és un barri de classe mitjana i mitjana alta de la Zona Nord del municipi de Rio de Janeiro, localitzat a l'Illa del Governador.
Predominantment residencial, Moneró és considerat un dels millors barris de l'Illa del Governador, per la seva diversificació urbana i infraestructura. Queda a prop de l'Ilha Plaza Shopping, inaugurada el 1992 en el barri veí Jardim Carioca.
El seu IDH, l'any 2000, era de 0,904, el 25 millor del municipi de Rio i el segon millor de l'Illa del Governador, juntament amb el barri veí Portuguesa.

## Història
Originalment, les seves terres pertanyien al pagès portuguès Joaquim Pereira de Magalhães Vides (1843-1905), que, al rebre-les de l'emperador Pere II, s'hi va establir com un dels agricultors que treballaven a la regió. Posteriorment, van pertànyer al pagès italià Francisco Moneró i el barri va sorgir amb la urbanització Jardim Ipitanga, el 1955, ocupant una àrea de 100.000 m².
A l'inici es va urbanitzar Jardim Carioca que va ser desmembrat i va passar a anomenar-se Jardim Ipitanga i posteriorment Moneró.
Inicialment denominat Jardim Ipitanga, els habitants només l'anomenaven “Moneró”, en referència al seu antic propietari, nom que va acabar prevalent quan l'oficialització del barri pel Decret 3158, de juliol de 1981. Fins a mitjans dels anys 1950, l'àrea de l'actual Moneró pertanyia a la urbanització Jardim Carioca. Fins a l'inici dels anys 60, la regió era un gran pastura, amb una fàbrica de paviment hidràulic i algunes poques residències escampades. Posteriorment, va ser urbanitzada per l'empresa pertanyent a la família Moneró, passant llavors a ser anomenada Jardim Ipitanga. Però, com les plaques que indicaven els punts de venda i els terrenys duien el nom Moneró, el barri va acabar per agafar aquest nom.
El 1989, va ser creat el Corredor Esportiu de Moneró, que té el nom oficial de Parque Professor Roy Robson (1954 - 1989) en la riba de l'avinguda de Magistério, al llarg de la platja del Dendê, amb quioscos i àrees d'oci i esport, amb el panorama de la Badia de Guanabara i la Serra dos Órgaos al fons. El 2002 és ampliat, sent construïda un carril bici en tota la seva extensió amb noves àrees d'oci i esports, convertint-se així una de les principals àrees d'oci de l'Illa del Governador juntament amb el Parque Poeta Manuel Bandeira també conegut com Aterro do Cocotá inaugurat el 1978.